# Korfiella karnika
Korfiella karnika är en svampart som beskrevs av D.C. Pant & V.P. Tewari 1970. Korfiella karnika ingår i släktet Korfiella och familjen Sarcosomataceae.   Inga underarter finns listade i Catalogue of Life.